# سائرئو
سائرئو (به انگلیسی: SAEREO) یک شرکت هواپیمایی با کد یاتا MZ است که در ۱۹۹۴ میلادی تأسیس شده‌است. دفتر مرکزی سائرئو در کیتو، اکوادور واقع شده‌است و به ۵ مقصد، پرواز انجام می‌دهد.